# Masacre de Winnenden
La masacre de Winnenden ocurrió el miércoles 11 de marzo de 2009 en la escuela secundaria "Albertville" en Winnenden, estado federado de Baden-Wurtemberg, Alemania. Se trató de varios tiroteos registrados en las ciudades de Winnenden y Wendlingen, causando la muerte de 16 personas, incluyendo al asesino, Tim Kretschmer, de 17 años, quien se suicidó.

## La masacre

### Tiroteo en la Escuela Albertville
Kretschmer abrió fuego en la escuela secundaria "Albertville" hacia las 09:30 (CET), con una pistola Beretta 92 semiautomática 9mm, que se había apoderado en el dormitorio de sus padres. Según testigos, Kretschmer comenzó a disparar a las personas que tenía más cerca o que tenía delante en dos clases, una sala de química y pasillos. Mató a nueve estudiantes de 15, 16 y 17 años de edad (8 de ellos mujeres) y tres profesoras en formación.
Tras una llamada de emergencia efectuada por un estudiante a las 09:33 hora local, tres policías irrumpieron en la escuela apenas dos minutos después. El agresor les disparó y huyó del edificio.
En total mató a 12 personas en la escuela, y casi todas las víctimas eran de sexo femenino. Algunos especularon que las mujeres eran su objetivo específico.

### Escape y robo de auto
Kretschmer huyó del lugar y mató a un jardinero (cuidador) de 57 años de edad, de un hospital psiquiátrico cercano.
Numerosos agentes de policía aseguraron la escuela y buscaron al asesino por todo Winnenden, sin éxito. Los informes de prensa confirmaron que Kretschmer estaba huyendo y advirtió a los automovilistas que no recogieran ningún autoestopista.
A las 10:00 aproximadamente, el criminal asaltó un vehículo Volkswagen Sharan y raptó a su conductor, Igor Wolf, en un aparcamiento en Winnenden y se dirigió a Wendlingen, a 40 km (25 millas) de Winnenden. Allí el secuestrado pudo abandonar su propio vehículo. Mientras tanto, el asesino de -hasta el momento- 13 personas huyó a pie. El conductor alertó a la policía.
Igor Wolf informó más tarde que cuando le preguntó al agresor por qué lo hizo, este respondió: "Por diversión, porque es divertido". Según Wolf el asesino reveló sus intenciones cuando en un momento del viaje le preguntó: "¿Crees que vamos a encontrar otra escuela?". Wolf dice que cambió rápidamente la conversación.
El asesino entró luego en una concesionaria de autos, matando a un vendedor y a un cliente. Salió alrededor de las 12:30, iniciando un tiroteo con la policía, hiriendo a dos agentes y suicidándose luego él de un disparo en la sien.

## Las víctimas

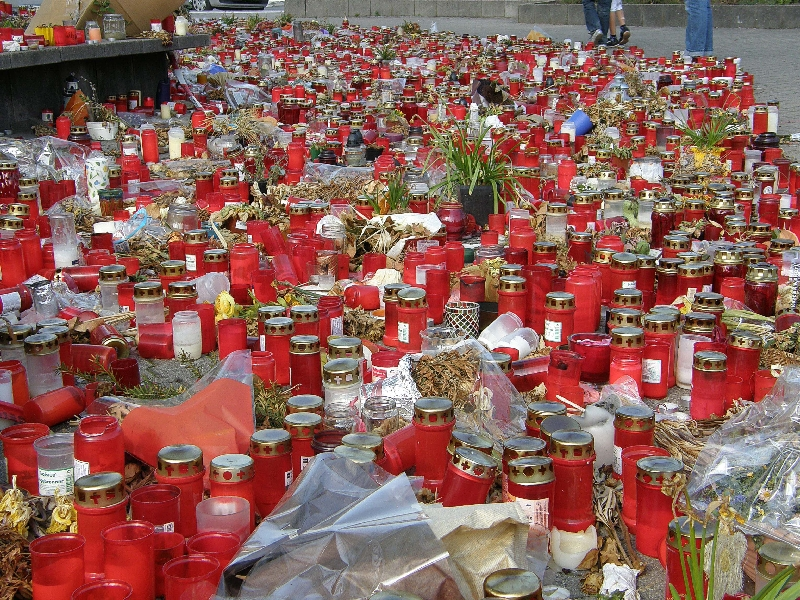
Velas en frente de la escuela

Kretschmer mató en total a 15 personas, entre las ciudades de Winnenden y Wendlingen. Las víctimas son:
 En Winnenden:
- Jacqueline Hahn, 16 (estudiante)
- Ibrahim Halilaj, 17 (estudiante)
- Stefanie Tanja Kleisch, 16 (estudiante)
- Selina Marx, 15 (estudiante)
- Viktorija Minasenko, 16 (estudiante)
- 'Nicole Elisabeth Nalepa, 17 (estudiante)
- Chantal Schill, 15 (estudiante)
- Jana Natascha Schober, 15 (estudiante)
- Kristina Strobel, 16 (estudiante)
- Michaela Köhler, 26 (profesora en formación)
- Nina Denise Mayer, 24 (profesora en formación)
- Sabrina Schüle, 24 (profesora en formación)
- Franz Josef Just, 57 (trabajador en el hospital psiquiátrico)

 En Wendlingen:
- Denis Puljic, 36 (trabajador en la concesionaria de autos)
- Sigurt Peter Gustav Wilk, 46 (cliente de la concesionaria de autos)

## Respuesta
El Presidente Horst Köhler dijo que	se sentía "horrorizado y entristecido" por los asesinatos. Köhler y su esposa expresaron sus condolencias a las víctimas, sus familias y amigos. La Canciller Angela Merkel describió el tiroteo como "incomprensible". "Es inimaginable que en cuestión de segundos, los alumnos y profesores fueran asesinados - es un crimen atroz", dijo a la prensa: "Este es un día de duelo para toda Alemania". El gobernador de Baden-Wurtemberg Günther Oettinger se trasladó a la escena del crimen en helicóptero poco después de la noticia. Oettinger habló de un "crimen terrible e inexplicable". Asimismo, expresó su condolencia a las víctimas, los estudiantes y las familias. "Esto ha afectado a todos los habitantes de Baden-Wurtemberg. La escuela, la ciudad, el futuro, la educación y la crianza de los hijos - la destrucción de estas cosas es muy cruel". El Parlamento Europeo dedicó un minuto de silencio para honrar a las víctimas. A las 8 de la tarde tuvo lugar una misa ecuménica en Winnenden en memoria de las víctimas. Un pastor protestante, un sacerdote católico y un clérigo musulmán estuvieron presentes. El 12 de marzo fue declarado día de duelo nacional en Alemania.

## Respuesta de los medios
La noticia fue recogida inmediatamente por los medios de comunicación más importantes de todo el mundo.
MTV y VIVA cortaron su programación para poner vídeos musicales para recordar a las víctimas. Ambos canales tenían banners informándole a la gente del cambio: "Angesichts der tragischen Ereignisse in Winnenden ändert MTV/VIVA das aktuelle Programm. In Gedanken sind wir bei den Angehörigen der Opfer."